# Лайбніц (округ)
Лайбніц (нім. Leibnitz) — округ Австрійської федеральної землі Штирія. 

## Адміністративний поділ
Округ поділено на 29 громад:
Міста
1. Лайбніц

Ярмаркові містечка
1. Арнфельс
2. Еренгаузен-ан-дер-Вайнштрасе
3. Гамліц
4. Глайнштеттен
5. Гралла
6. Гроссклайн
7. Гайлігенкройц-ам-Ваазен
8. Лебрінг-Санкт-Маргаретген
9. Лойчах-ан-дер-Вайнштрассе
10. Санкт-Георген-ан-дер-Штіфінг
11. Санкт-Ніколай-ім-Заузаль
12. Санкт-Файт-ін-дер-Зюйдштаєрмарк
13. Шварцауталь
14. Штрас-ін-Штаєрмарк
15. Вагна
16. Вільдон

Сільські громади
1. Аллергайліген-бай-Вільдон
2. Емперсдорф
3. Габерсдорф
4. Гаймшу
5. Генгсберг
6. Кітцек-ім-Заузаль
7. Ланг
8. Обергааг
9. Рагніц
10. Санкт-Андре-Гех
11. Санкт-Йоганн-ім-Заггауталь
12. Тілльміч

### До реформи 2014/2015
Округ було поділено на 48 громад:
- Айхберг-Траутенбург
- Аллергайліген-бай-Вільдон
- Арнфельс
- Берггаузен
- Брайтенфельд-ам-Танненрігель
- Вагна
- Вайтендорф
- Вільдон
- Вольфсберг-ім-Шварцауталь
- Габерсдорф
- Гайлігенкройц-ам-Ваазен
- Гаймшуг
- Гайнсдорф-ім-Шварцауталь
- Гамліц
- Генгсберг
- Глайнштеттен
- Гланц-ан-дер-Вайнштрасе
- Гралла
- Гроссклайн
- Емперсдорф
- Еренгаузен
- Зеггауберг
- Зульцталь-ан-дер-Вайнштрасе
- Кайндорф-ан-дер-Зульм
- Кітцек-ім-Заузаль
- Лайбніц
- Ланг
- Лебрінг-Санкт-Маргаретген
- Лойчах
- Обергааг
- Оберфогау
- Пішторф
- Рагніц
- Рач-ан-дер-Вайнштрасе
- Рецнай
- Санкт-Андре-Гех
- Санкт-Георген-ан-дер-Штіфінг
- Санкт-Йоганн-ім-Заггауталь
- Санкт-Ніколай-ім-Заузаль
- Санкт-Ніколай-об-Драсслінг
- Санкт-Ульріх-ам-Ваазен
- Санкт-Файт-ін-дер-Штаєрмарк
- Тілльміч
- Фогау
- Шлосберг
- Шпільфельд
- Штокінг
- Штрас-ін-Штаєрмарк

## Демографія
Населення округу за роками за даними статистичного бюро Австрії

## Виноски
1. ↑  Statistik Austria. Архів оригіналу за 2 травня 2015. Процитовано 24 червня 2013.

| Австрія | Це незавершена стаття з географії Австрії. Ви можете допомогти проєкту, виправивши або дописавши її. |